# Diaphractanthus
Diaphractanthus là một chi thực vật có hoa trong họ Cúc (Asteraceae).

## Loài
Chi Diaphractanthus gồm các loài: